# Андреев, Валентин Григорьевич
Валентин Григорьевич Андреев (родился 30 мая 1946 года в Москве) — генерал-лейтенант ФСБ, начальник управления «А» (группа «Альфа») Центра специального назначения ФСБ с 18 декабря 1999 по 19 июня 2003 года.

## Военная карьера
В органах государственной безопасности с 1969 года, окончил в 1976 году Высшую Краснознамённую школу КГБ СССР. Проходил службу на различных должностях в органах КГБ СССР и ФСБ, руководитель отдела оперативно-боевой подготовки Управления кадров ФСБ России. Первый командир управления «C» Центра специального назначения ФСБ, работал по незаконным вооружённым формированиям и различным криминальным структурам.
Весной 1999 года генерал Андреев был назначен начальником Службы специальных операций учреждённого Центра специального назначения ФСБ. С 18 декабря 1999 по 19 июня 2003 года был начальником управления «А» Центра специального назначения ФСБ, руководил управлением во время Второй чеченской войны. Руководил специальными операциями по освобождению заложников в Лазаревском, Минеральных Водах летом 2001 года и московском театральном центре на Дубровке в октябре 2002 года (участник штурма).
Награждён орденом «За военные заслуги», почётный сотрудник контрразведки.

## Вне военной карьеры
С октября 2006 года является вице-президентом и заместителем генерального директора по экономической безопасности машиностроительно-индустриальной группы «Концерн «Тракторные заводы», член совета директоров банка «Стратегия» с 2013 года. С 2009 года — первый заместитель председателя Совета ветеранов ФСБ России. Один из руководителей ВФСО «Динамо», учредитель региональной общественной организации «Динамо-24».